# Botrytis macrospora
Botrytis macrospora är en svampart som beskrevs av Unger 1826. Botrytis macrospora ingår i släktet Botrytis och familjen Sclerotiniaceae.   Inga underarter finns listade i Catalogue of Life.